# Багдавадзе, Давид Семёнович
Давид Семёнович Багдавадзе (род. 6 августа 1929 года в поселке Ианети ныне Самтредского муниципалитета) — советский строитель, Герой Социалистического Труда (1974).

## Биография
Член КПСС с 1956 года. В 1947 году окончил Самтредскую фабрично-заводскую школу трудящейся молодежи, в 1948 году — ПТУ № 28 города Ткибули. В 1948—1963 гг. работал в строительных организациях Ткибули, с 1963 года — работник, бригадир комплексной бригады передвижной механизированной колонны № 25 треста № 2 Министерства сельского строительства Грузинской ССР.
Делегат XXV съезда Коммунистической партии Грузии, избран кандидатом в члены ЦК Коммунистической партии Грузии.
Он был удостоен ордена Ленина и Октябрьской революции.